# ショーン・ハッチンソン
ショーン・ハッチンソン（Shaun Hutchinson、1990年11月23日 - ）は、イングランド・ニューカッスル・アポン・タイン出身のプロサッカー選手。ミルウォールFC所属。ポジションはDF。

## 経歴
マザーウェルFCのアカデミーで育成され、2009年5月16日のスコティッシュ・プレミアリーグ・ハミルトン・アカデミカルFC戦でトップチームデビュー。2012–13シーズンはリーグ戦31試合に出場し準優勝に貢献。チームメイトのダレン・ランドルフらと共にこのシーズンの年間ベストイレブンに選ばれた。
2014年6月16日、フラムFCと延長オプション付きの2年契約を結んだ。2016年6月、契約満了により退団。
フラム退団後の2016年6月21日、ミルウォールFCと2年契約を結んだ。

## 所属クラブ
ユース
- マザーウェルFC　2007-2009

プロ
- マザーウェルFC 2009-2014
- フラムFC 2014-2016
- ミルウォールFC 2016-

## タイトル
個人
- スコティッシュ・プレミアリーグ年間ベストイレブン: 2012-13